# Hamamatsu chūnagon monogatari

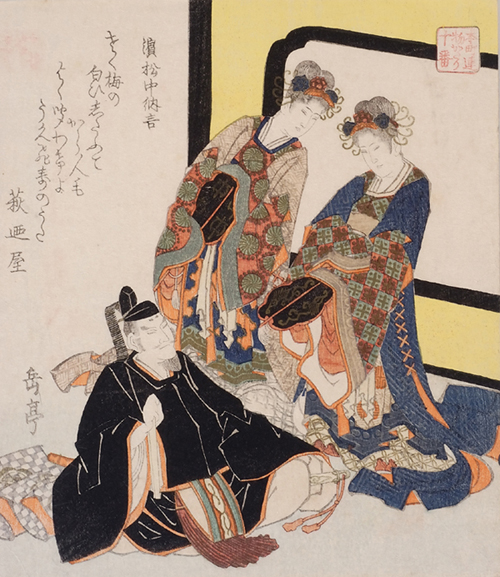
Estampe sur bois d'une scène du Hamamatsu chūnagon monogatari. Tikotin Museum of Japanese Art Collection.

Le Hamamatsu chūnagon monogatari (浜松中納言物語), connu également sous le nom Mitsu no Hamamatsu (御津の浜松), est un conte japonais (monogatari) du XIe siècle dans lequel est rapportée l'histoire d'un chūnagon qui découvre que son père est ressuscité en prince chinois. Le récit comprend six chapitres mais le premier est depuis longtemps perdu.
Le conte est écrit par une auteure qui imagine plusieurs emplacements exotiques dans l’œuvre. L'auteur regarde l'amour entre un parent et en enfant comme plus « profond, durable et tendre » qu'un amour entre un homme et une femme selon les vertus traditionnelles de la piété filiale.

## L'histoire
Le Hamamatsu chūnagon monogatari est le récit du chūnagon qui, très jeune, a perdu son père. Sa mère épouse un veuf avec deux filles et il tombe amoureux de l'ainée, Taishō no Kimi. Le chūnagon apprend en rêve que son père est réincarné comme troisième prince de l'empereur de Chine et il s'engage dans un voyage de trois ans pour le retrouver. Taishō no Kimi et lui conçoivent un enfant alors qu'il part pour la Chine et elle bouleverse les plans de son père qui veut un bon parti pour elle en devenant nonne à la place. Le chūnagon devient le favori de la cour chinoise et tombe amoureux de la mère de la réincarnation de son père, Hoyang, la consort demi-japonaise. Elle lui donne un enfant qu'il emmène au Japon vivre avec la mère de la consort Hoyang, la nonne Yoshino. Après la mort de celle-ci, le chūnagon prend soin de sa fille, la princesse Yoshino, bien qu'un voyant le presse de ne pas l'épouser. Alors qu'il est très malade, le chūnagon rêve de la consort Hoyang et un esprit lui dit bientôt qu'elle est morte et se trouve à présent au Trayastrimsa, un paradis bouddhiste. La princesse Yoshino est enlevée par le prince héritier qui la met enceinte. La consort Hoyang apparaît en rêve au chūnagon et lui dit que son esprit vit maintenant dans l'enfant non encore né de la princesse Yoshino, puis celle-ci revient au chūnagon.

## Personnages
- Le  chūnagon Hamamatsu est décrit comme étant malheureux en amour, ainsi que Kaoru Genji du Genji monogatari, mais avec tout de même un peu plus de succès[5].
- La consort Hoyang ou consort T'ang : femme à moitié japonaise de l'empereur de Chine, mère du père réincarné du chūnagon.
- Taishō no Kimi : belle-sœur et amante du chūnagon, elle en a un enfant alors qu'il part pour la Chine. Après le retour du chūnagon Hamamatsu, ils vivent ensemble dans une relation « chaste et pourtant idyllique », décrite comme une[Quoi ?] de la relation entre Kaoru et Ōigimi[6].
- La nonne Yoshino : mère japonaise de la consort Hoyang.
- La princesse Yoshino : fille de la nonne Yoshino, demi-sœur de la consort Hoyang.
- Wakagimi : fils du chūnagon et de la consort Hoyang.
- Le prince héritier : rival du chūnagon.

## Attribution
La paternité de l’œuvre est traditionnellement attribuée à Sugawara no Takasue no musume, l'auteure du Sarashina nikki. Le conte a probablement été composé entre les années 1060 et 1070, et il n'existe plus de copie du premier chapitre.

## Réception
Écrit par une femme entre 1200 et 1202, le Mumyōzōshi qui critique plusieurs contes de l'époque de Heian, critique ce conte pour la renaissance prématurée au monde des humains de la consort Hoyang, alors qu'une âme est supposée rester longtemps au Trayastrimsa.
Contrairement au Dit du Genji et au Sagoromo monogatari, le Hamamatsu chūnagon monogatari ne prête guère attention aux saisons ou à l'« atmosphère du moment de la journée ».
Shūichi Katō estime que le conte est « en complet divorce de la réalité » à cause de l'usage qu'il fait des rêves. Les rêves sont un élément narratif commun des contes de l'époque de Heian et ils tiennent une part particulièrement importante de l'histoire du Hamamatsu chūnagon monogatari. L'usage des rêves par l'auteur suggère une « technique narrative d'une considérable sophistication » selon Harries.
Katō critique la caractérisation des personnages, les événements étant si inhabituels que les personnages « deviennent des pantins » qu'agite l'auteur. Prenant un exemple, Katō estime « difficile et presqu'impossible » de deviner les émotions du chūnagon Hamamatsu lorsqu'il rencontre son père réincarné. Videen critique également la caractérisation : le Hamamatsu chūnagon monogatari se déroule sur six années, ce qui n'est pas une vie entière comme dans le Genji monogatari, mais tout de même, elle considère le caractère du chūnagon Hamamatsu comme étant « très semblable » à la fin de l'histoire à celui qu'il est au début et les personnalités des personnages féminins comme étant « sans relief ».
Les relations interpersonnelles dans le Hamamatsu montrent des parallèles avec celles du Genji. Le triangle amoureux entre le chūnagon, la princesse Yoshino et le prince héritier est similaire à celui qui existe entre Kaoru, Ukifune et le prince Niou. Par ailleurs, du point de vue du chūnagon, la princesse Yoshino est un amour de remplacement à la place de la consort Hoyang, sa proche parente. Cette relation est semblable à celle qu'entretient Hikaru Genji avec Murasaki après sa liaison avec sa tante Fujitsubo. Les difficiles relations entre la consort Hoyang et les autres consorts de l'empereur de Chine sont comparables aux relations entre la consort Kiritsubo, mère de Genji, et les autres consorts de l'empereur. Plusieurs thèmes monogatari sont présents dans le conte. L'auteure du Mumyozoshi considère que ces thèmes sont satisfaisants, bien que les générations futures puissent les considérer comme des dérivatifs. Bien que ce conte soit considéré comme moins accompli que Le Dit du Genji, il met en valeur la façon dont la littérature japonaise s'est développée après ce grand chef-d’œuvre.

## Adaptation
Les thèmes du rêve et de la réincarnation du Hamamatsu chūnagon monogatari ont inspiré les Neiges de printemps de Yukio Mishima. Le conte a également été adapté pour la scène par la revue Takarazuka en 2005 sous le titre Lune dormante (睡れる月).